# Дофин
Вижте пояснителната страница за други значения на Дофин.
Дофин (на френски: dauphin) е титлата на френския престолонаследник. Титлата става известна във Франция през ранното Средновековие. На герба на граф Гиг IV Виенски е изобразен делфин (на френски: dauphin), и графът получил прякора „Le Dauphin“. По-късно титлата „Дофин Виеноа“, произлязла от този прякор, е наследена от графовете на Виен (Виеноа). Областта, която те управлявали, получила названието Дофине. През XIV век графовете на Виеноа продават земите си на Френската корона при условие титлата да се носи от престолонаследника, който трябва да е и пряк потомък на владетеля. Съпругата на престолонаследника е носела титлата дофина (на френски: dauphine).
Първият дофин на Франция (наследник на Френската корона) е синът на Жан II – Шарл дьо Валоа, който по-късно става крал под името Шарл V. Титлата се запазва до падането на монархията през 1792 г. През 1814 г. при първата реставрация на Бурбоните е възстановена отново. Последователно тя е носена от граф Шарл-Филип Д’Артоа (бъдещия Шарл X) и синът му херцог Луи-Антоан Д`Ангулем, който я носи до 1830 г. След Юлската революция от 1830 г. това звание излиза от употреба.

## Списък
Поради съвпадението в имената на дофини с име Луи в края на 17 и началото на 18 век може да настъпи объркване за следните дофини (за по-ясно е посочена родствената им връзка с Луи XV):
| Име на дофина | Живял от до | Други титли                                          | Дофин (години) | Крал (години)           |
| ------------- | ----------- | ---------------------------------------------------- | -------------- | ----------------------- |
| Луи           | 1661-1711   | (Великият дофин), син на Луи XIV и дядо на Луи XV    | 1661-1711      | —                       |
| Луи           | 1682-1712   | херцог на Бургундия, (Малкият дофин), баща на Луи XV | 1711-1712      | —                       |
| Луи           | 1707-1712   | херцог на Бретан, по-голям брат на Луи XV            | 1712           | —                       |
| Луи XV        | 1710-1774   | херцог на Анжу                                       | 1712-1715      | 1715-1774               |
| Луи           | 1729-1765   | син на Луи XV                                        | 1729-1765      | —                       |
| Луи XVI       | 1754-1793   | херцог на Бери, внук на Луи XV                       | 1765-1774      | 1774-1793 (гилотиниран) |